# 李倓
李 倓（り たん、? - 757年）は、唐の皇族。粛宗の三男。

## 経歴
粛宗と張氏のあいだの子として生まれた。天宝年間、建寧郡王に封じられ、太常寺卿同正員に任じられた。英毅にして才略あり、騎射を得意とした。天宝15載（756年）、安禄山の反乱軍が長安を占領し、玄宗が蜀に避難するにあたって、李倓兄弟は親兵をつかさどって玄宗に扈従した。玄宗が渭水を渡ろうとすると、民衆が道を遮って皇太子李亨（後の粛宗）の残留を求めた。李倓は父に対して、河西に赴いて軍馬と辺境防衛の将兵を集め、再興を図るよう勧めた。兄の広平王李俶（後の代宗）もこれに賛成し、このことを李輔国を通して玄宗に奏聞させた。玄宗はこれを聞き入れ、官吏や兵士を分けて太子に従わせた。太子が北上して、渭水を渡ると、戦闘が連続したが、李倓は自ら勇猛な騎兵数百を選抜して父を護衛した。至徳元載（同年）7月、霊武で粛宗が帝位につくと、広平王李俶が元帥となり、李倓は親軍をつかさどり、李輔国が元帥府司馬となった。
至徳2載（757年）、李倓は粛宗の寵愛を受けている張良娣（後の張皇后）が李輔国と結んで、皇嗣を動かそうとしていると上奏した。かえって張良娣と李輔国の誣告を受け、李倓は粛宗の怒りを買い、死を賜った。まもなく粛宗は後悔したが、遅かった。
宝応元年（762年）、代宗が即位すると、李倓は斉王に追贈された。大暦3年（768年）、承天皇帝と追諡され、順陵に改葬された。玄宗の八女の寧親公主と張垍のあいだの十四女の張氏と冥婚し、彼女を恭順皇后と追諡した。

## 伝記資料
- 『旧唐書』巻116 列伝第66 粛宗代宗諸子
- 『新唐書』巻82 列伝第7 十一宗諸子